# Micropodabrus rubrithorax
Micropodabrus rubrithorax is een keversoort uit de familie soldaatjes (Cantharidae). De wetenschappelijke naam van de soort werd in 1926 gepubliceerd door Maurice Pic.